# Телеп
Телеп је градска четврт лоцирана у западном делу Новог Сада, која заузима површину од 3,45 km².

## Делови и границе насеља
Насеље се састоји из два дела:
- 1. Северни Телеп - територија јужно од Футошког пута, западно од Суботичког булевара (Булевара Европе) и северно од Сомборског булевара (Булевара Патријарха Павла), чија траса дели Телеп на два дела, а ова улица представља главну улицу у насељу и центар Телепа.
- 2. Јужни Телеп - територија јужно од булевара Патријарха Павла, северно од Подунавске улице, западно од улица Рибарско острво и Симе Матавуља и источно од Шумске улице.

Суседне градске четврти и делови града су: Ново Насеље и Сателит (на северу);  Адамовићево насеље, Лиман 4 (на истоку).

## Месне заједнице
На Телепу постоје 3 месне заједнице:
- 1. Јужни Телеп, ова месна заједница обухвата југоисточни део Јужног Телепа.
- 2. Никола Тесла - Телеп, ова месна заједница обухвата источни део Северног Телепа.
- 3. Братство - Телеп, ова месна заједница обухвата западне делове Северног и Јужног Телепа.

## Име и историја насеља
У средњем веку (13—16. век), на овом простору је постојало насеље по имену Сент Мартон.
Назив „Телеп“ на мађарском језику означава насеље. Првобитно име данашњег Телепа било је Дарањијево насеље (на мађарском: Darányi-telep), а између 1927. и 1944. године, званични назив Телепа био је Адамовићево насеље (ово име се користило како за данашњи Телеп, тако и за данашње Адамовићево насеље, што су данас две засебне градске четврти).
Дарањијево насеље, из кога је настао данашњи Телеп, почело је да се формира 1889. године, на подручју данашњег Адамовићевог насеља, да би се после 1890. године проширило и на подручје данашњег Телепа, на простор око садашње Сомборске улице, којом се некада пружала пруга која је водила за Сомбор (тзв. Сомборска пруга). Насеље је прво обухватало подручје данашњег Северног Телепа, док је Јужни Телеп почео да се развија после 1902. године.
Насеље у почетку насељавају радници који раде на железници, а касније се досељавају и остали. У тадашњем насељу претежно становништво је мађарско, затим српско, а било је и осталих нација. Градска управа је 1927-28. године подигла школу Бранко Радичевић (данас гимназија "Лаза Костић") и две богомоље - католичку и реформатску. 1931. године, становништво насеља бројало је око 9.000 житеља. 1945. године, дотадашње јединствено насеље подељено је на западни део који се од тада званично назива „Телеп“ и источни део, који задржава назив „Адамовићево насеље“.
- Средњовековно насеље Сент Мартон на подручју данашњег Телепа

## Становништво
Телеп су некада углавном насељавали Мађари, а данас претежно становништво чине Срби, поготово од када је почела изградња стамбених објеката вишепородичног становања. Поред Срба, у насељу још увек постоји бројна мађарска мањина. Према подацима предузећа ЈКП Информатика Нови Сад, на подручју Телепа живи 20.981 становника (2016. година), од чега у МЗ „Јужни Телеп“ 6.810, у МЗ „Никола Тесла - Телеп“ 7.267 и у МЗ „Братство - Телеп“ 6.904.

## Култура
На Телепу постоје православна, католичка и калвинистичка црква. Насеље је такође културно средиште новосадских Мађара. 1945. године, на Телепу је основан мађарски културни центар „Петефи Шандор“, који се бави очувањем локалне културе новосадских Мађара.

## Образовање
У насељу постоје три школе:
- Основна школа „Никола Тесла“
- Основна школа „Јожеф Атила“
- Гимназија „Лаза Костић“

## Здравство
У северном делу Телепа налазе се дом здравља и Специјална хируршка болница „Паркс“.

## Привреда
На северу Телепа, уз Футошки пут, развијена је привреда, а нека од значајнијих предузећа су „Минаква“, „Новитет“, „Пластал“, „Ентеријер Јанковић“, итд.
На Футошком путу се такође налази супермаркет „Универекспорт“.

## Улице
Неке значајније улице су: Булевар Патријарха Павла, Булевар Европе, Футошки пут, Јована Поповића, Вршачка, Петефи Шандора, Хероја Пинкија, Ћирила и Методија, Ватрослава Јагића и др.
- Телеп, (Булевар Европе)
- Телеп, (Булевар Европе)
- Телеп, (Булевар Европе)
- Телеп, (Булевар Европе)
- Панорамски поглед на Телеп
- Панорамски поглед на Телеп
- Телеп, најстарији део Булевара Патријарха Павла (пре реконструкције)
- Телеп, најстарији део Булевара Патријарха Павла (пре реконструкције)

## Саобраћај
Северном границом Телепа простире се магистрални пут М–7 Нови Сад – Бачка Паланка.
Главне линије јавног градског превоза које саобраћају на Телепу су аутобуси број 7 и 12. Аутобуске линије број 2 и 9 такође пролазе поред граница Телепа, а у близини насеља саобраћају и линије број 4, 11А и 11Б.